# 冷泉為人
冷泉 為人（れいぜい ためひと、1944年3月2日 - ）は、兵庫県出身の日本美術史家。専攻は近世絵画史。上冷泉家第25代当主。

## 略歴
兵庫県加古郡稲美町生まれ。旧姓名、松尾勝彦。上冷泉家第24代当主冷泉為任および布美子夫妻の長女貴実子と結婚し、旧華族で伯爵家の上冷泉家を継ぐ。冷泉勝彦を名乗っていた時期もあるが、上冷泉家歴代当主の通字に合わせるため、のち正式に為人と改名。
兵庫県立加古川西高等学校を経て、1968年（昭和43年）、関西学院大学文学部美学科卒業。1973年（昭和48年）、関西学院大学大学院文学研究科美学美術史専攻博士課程修了。
1978年（昭和53年）、大手前女子大学専任講師。1983年（昭和58年）、大手前女子大学助教授。1993年（平成5年）、大手前女子大学教授。
1996年（平成8年）、池坊学園理事評議員。1999年（平成11年）、池坊短期大学学長。2002年（平成14年）、池坊短期大学学長を退職。同年4月から財団法人冷泉家時雨亭文庫理事長。2004年（平成16年）から、同志社女子大学客員教授。立命館大学でも特別招聘教授を務める。
2023年（令和5年）3月、 第24代為任・布美子の次女久実子（野村知史夫人）の次女で、姪に当たる野村渚（冷泉家時雨亭文庫学芸課長）を上冷泉家第26代当主にすると正式に決めた。

## 役職
- 独立行政法人国立文化財機構運営委員[リンク切れ]
- 京都国立博物館評議員[リンク切れ]
- 財団法人小倉百人一首文化財団理事
- 公益財団法人奈良屋記念杉本家保存会理事[リンク切れ]
- 公益財団法人野村文華財団理事[リンク切れ]
- 公益財団法人香雪美術館評議員[リンク切れ]

## 受賞歴
- 1998年（平成10年）明石市文化功労賞
- 2007年（平成19年）京都府文化賞功労賞

## 著書
- 『冷泉家・蔵番ものがたり 「和歌の家」千年をひもとく』NHKブックス・日本放送出版協会、2009年 ISBN 4140911417
- 『円山応挙論』思文閣出版、2017年 ISBN 978-4784219070

### 共著・監修
- 『瑞穂の国・日本─四季耕作図の世界』岩崎竹彦,河野通明, 並木誠士共著 淡交社、1996年 ISBN 4473014967
- 『五節供の楽しみ─七草・雛祭・端午・七夕・重陽』西岡陽子,山埜幸夫,田中久雄, 四方邦〓共著）淡交社、1996年
- 『寛永文化のネットワーク─「隔蓂記」の世界』監修、岡佳子,岩間香編 思文閣出版、1998年
- 『冷泉家時の絵巻』（監修）書肆フローラ、2001年 ISBN 4901314017
- 『冷泉家歌の家の人々』（監修）書肆フローラ、2004年 ISBN 4901314068
- 『京都冷泉家の八〇〇年 歴史編─和歌の心を伝える』井上宗雄,小倉嘉夫共著 日本放送出版協会、2004年